# Качкинтурай
Качкинтурай  (баш. Ҡасхын-Турай) (удм. Каськын) — деревня в Калтасинском районе Башкортостана, входит в состав Большекачаковского сельсовета.

## Население
| 2002 | 2009 | 2010 |
| ---- | ---- | ---- |
| 276  | →276 | ↘259 |

Национальный состав
Согласно переписи 2002 года, преобладающая национальность — удмурты (98 %).

## Географическое положение
Расстояние до:
- районного центра (Калтасы): 26 км,
- центра сельсовета (Большекачаково): 5 км,
- ближайшей ж/д станции (Янаул): 54 км.